# Tadeusz Zawisza
Tadeusz Roman Zawisza (ur. 26 stycznia 1923, zm. 26 marca 2000) – polski farmaceuta, profesor, nauczyciel akademicki. 

## Życiorys
W 1952 ukończył Akademię Medyczną we Wrocławiu, a w 1957 chemię na Politechnice Wrocławskiej. Sprawował na Akademii Medycznej funkcje kierownika Samodzielnej Pracowni Technologii Chemicznej Ogólnej Instytutu Chemii i Technologii Środków Leczniczych (1970–1974), kierownika Katedry i Zakładu Chemii Leków (1974–1993), dziekana Wydziału Farmaceutycznego (1972–1975) i prorektora ds. dydaktyki (1978–1981). 
Został pochowany na cmentarzu Grabiszyńskim we Wrocławiu.